# منطقة أوخارول
اوخارول رمزها «UK» (بالإنجليزية: Ukhrul)‏ ، هو تقسيم إداري لدولة الهند تتبع ولاية مانيبور (بالإنجليزية: Manipur)‏ ، مركزها هو مدينة اوخارول (بالإنجليزية: Ukhrul)‏ عدد سكانها حسب تعداد سنة 2001 هو 140,946 ، مساحتها 4,547 كم² وكثافة السكان 31 لكل كم² .